# HC Frýdlant
HC Frýdlant (celým názvem: Hockey Club Frýdlant) je český klub ledního hokeje, který sídlí ve Frýdlantu v Libereckém kraji. Vedle týmu mužů má také celek juniorů, dorostu, starších i mladších žáků, 4. třídy a přípravku. Klub byl založen roku 1945. Prezidentem klubu je Petr Beran. Prostory zimního stadionu Frýdlant využívali ke svému soustředění před zápasy playoff nejvyšší české hokejové soutěže v sezóně 2015/2016 hokejisté týmu Bílí Tygři Liberec, kteří v té sezóně vyhráli jak základní část, tak poté i nadstavbu playoff a stali se mistry republiky. Obdobný postup s frýdlantskou přípravou před playoff zvolili liberečtí hokejisté i během sezóny 2018/2019.
Své domácí zápasy odehrává na zimním stadionu Frýdlant.

## Přehled ligové účasti
Stručný přehled
Zdroj:
- 1976–1977: Severočeský krajský přebor (5. ligová úroveň v Československu)
- 1977–1978: 2. ČNHL – sk. C (3. ligová úroveň v Československu)
- 2003–2009: Liberecký krajský přebor (4. ligová úroveň v České republice)
- 2009– : Liberecká krajská liga (4. ligová úroveň v České republice)

Jednotlivé ročníky
Zdroj:
Legenda: ZČ - základní část, červené podbarvení - sestup, zelené podbarvení - postup, fialové podbarvení - reorganizace, změna skupiny či soutěže
| Československo (1976 – 1993) |                            |           |           |                                       |                       |
| Sezóny                       | Soutěž                     | Úroveň    | ZČ        | Play-off, nadstavba, sk. o udržení... | Poznámky              |
| 1976/77                      | Severočeský krajský přebor | 5. úroveň | 1. místo  |                                       | Postup + reorganizace |
| 1977/78                      | 2. ČNHL – sk. C            | 3. úroveň | 10. místo |                                       | Sestup                |
| ...                          |                            |           |           |                                       |                       |
| Česko (1993 – )              |                            |           |           |                                       |                       |
| Sezóny                       | Soutěž                     | Úroveň    | ZČ        | Play-off, nadstavba, sk. o udržení... | Poznámky              |
| ...                          |                            |           |           |                                       |                       |
| 2003/04                      | Liberecký krajský přebor   | 4. úroveň | 3. místo  | Finálová skupina (3. místo)           |                       |
| 2004/05                      | Liberecký krajský přebor   | 4. úroveň | 3. místo  |                                       |                       |
| 2005/06                      | Liberecký krajský přebor   | 4. úroveň | 5. místo  |                                       |                       |
| 2006/07                      | Liberecký krajský přebor   | 4. úroveň | 4. místo  |                                       |                       |
| 2007/08                      | Liberecký krajský přebor   | 4. úroveň | 5. místo  |                                       |                       |
| 2008/09                      | Liberecký krajský přebor   | 4. úroveň | 5. místo  | Předkolo                              | Změna názvu soutěže   |
| 2009/10                      | Liberecká krajská liga     | 4. úroveň | 5. místo  | Zápas o 3. místo (prohra)             |                       |
| 2010/11                      | Liberecká krajská liga     | 4. úroveň | 6. místo  | Předkolo                              |                       |
| 2011/12                      | Liberecká krajská liga     | 4. úroveň | 3. místo  |                                       |                       |
| 2012/13                      | Liberecká krajská liga     | 4. úroveň | 5. místo  | Semifinále                            |                       |
| 2013/14                      | Liberecká krajská liga     | 4. úroveň | 5. místo  |                                       |                       |
| 2014/15                      | Liberecká krajská liga     | 4. úroveň | 5. místo  |                                       |                       |
| 2015/16                      | Liberecká krajská liga     | 4. úroveň | 5. místo  | Zápas o 5. místo (výhra)              |                       |
| 2016/17                      | Liberecká krajská liga     | 4. úroveň | 6. místo  | Zápas o 3. místo (prohra)             |                       |
| 2017/18                      | Liberecká krajská liga     | 4. úroveň | 6. místo  |                                       |                       |
| 2018/19                      | Liberecká krajská liga     | 4. úroveň | 5. místo  |                                       |                       |
| 2019/20                      | Liberecká krajská liga     | 4. úroveň | 2. místo  | Zápas o 1. místo (neodehráno)         |                       |
| 2020/21                      | Liberecká krajská liga     | 4. úroveň | –. místo  |                                       | Zrušeno               |
| 2021/22                      | Liberecká krajská liga     | 4. úroveň | 5. místo  |                                       |                       |
| 2022/23                      | Liberecká krajská liga     | 4. úroveň | 6. místo  | Semifinále                            |                       |
| 2023/24                      | Liberecká krajská liga     | 4. úroveň | 6. místo  | Čtvrtfinále                           |                       |